# كاغاوا (محافظة)
محافظة كاغاوا (باليابانية: 香川県, كاغاوا-كين) هي إحدى محافظات اليابان تقع في جزيرة شيكوكو، عاصمتها مدينة تاكاماتسو.

## تاريخ
كانت محافظة كاغاوا سابقا تعرف باسم مقاطعة سانوكي. ولفترة قصيرة بين أغسطس 1879 وديسمبر 1888 كانت كاغاوا جزءا من محافظة إهيمه.

## جغرافيا
تشغل محافظة كاغاوا الجزء الشمالي الشرقي من جزيرة شيكوكو، ولها حدود مع محافظتي إهيمه وتوكوشيما، وساحل بحري على بحر سيتو الداخلي مواجهة محافظة أوكاياما ومنطقة كانساي، وتمتد جبال سانوكي على طول الخط الحدودي الجنوبي. تعتبر محافظة كاغاوا حاليا هي المحافظة الأصغر في اليابان من حيث المساحة.

### المدن
تضم محافظة كاغاوا 8 مدن هي:
- هيغاشي-كاغاوا
- كان-نوجي
- ماروغامه
- ميتويو
- ساكايده
- سانوكي
- تاكاماتسو (العاصمة)
- زينتسوجي

## السياحة
من أشهر المعالم السياحية في محافظة كاغاوا هي:
- ضريح كوتوهيرا
- قلعة تاكاماتسو
- قلعة ماروغامه
- حديقة ريتسوين

كما تشتهر محافظة كاغاوا بطبق الأودون الذي يعرف باسم «سانوكي أودون» على الاسم القديم للمحافظة «مقاطعة سانوكي».

## توأمة
لكاغاوا (محافظة) اتفاقيات توأمة مع:
- شنشي (22 أبريل 1994 -)[5]

## أعلام
- ناأوهيرو أوياما
- تاكايوكي تادا
- يوشيو فوكوي
- ريكيا كاوامي
- ريوجي يوجيهارا
- توشيهيرو هوريكاوا